# Ahmed Al-Minhali
Ahmed Bakheet Al-Minhali (in arabo أحمد بخيت المنهالي‎?; 5 maggio 1999) è un calciatore qatariota, difensore dell'Al-Rayyan.

## Caratteristiche tecniche
È un terzino sinistro.

## Carriera

### Club
Ha giocato nella prima divisione qatariota.

### Nazionale
Con la nazionale Under-20 qatariota ha preso parte al campionato mondiale di calcio Under-20 2019.